# Roatán (ö)
Roatán är en ö i Honduras.   Den ligger i departementet Departamento de Islas de la Bahía, i den norra delen av landet, 270 km norr om huvudstaden Tegucigalpa. Arean är 124 kvadratkilometer.
Terrängen på Roatán är platt. Öns högsta punkt är 221 meter över havet. Den sträcker sig 18,3 kilometer i nord-sydlig riktning, och 44,1 kilometer i öst-västlig riktning.
Följande samhällen finns på Roatán:
- Coxen Hole
- Sandy Bay